# Nälsta

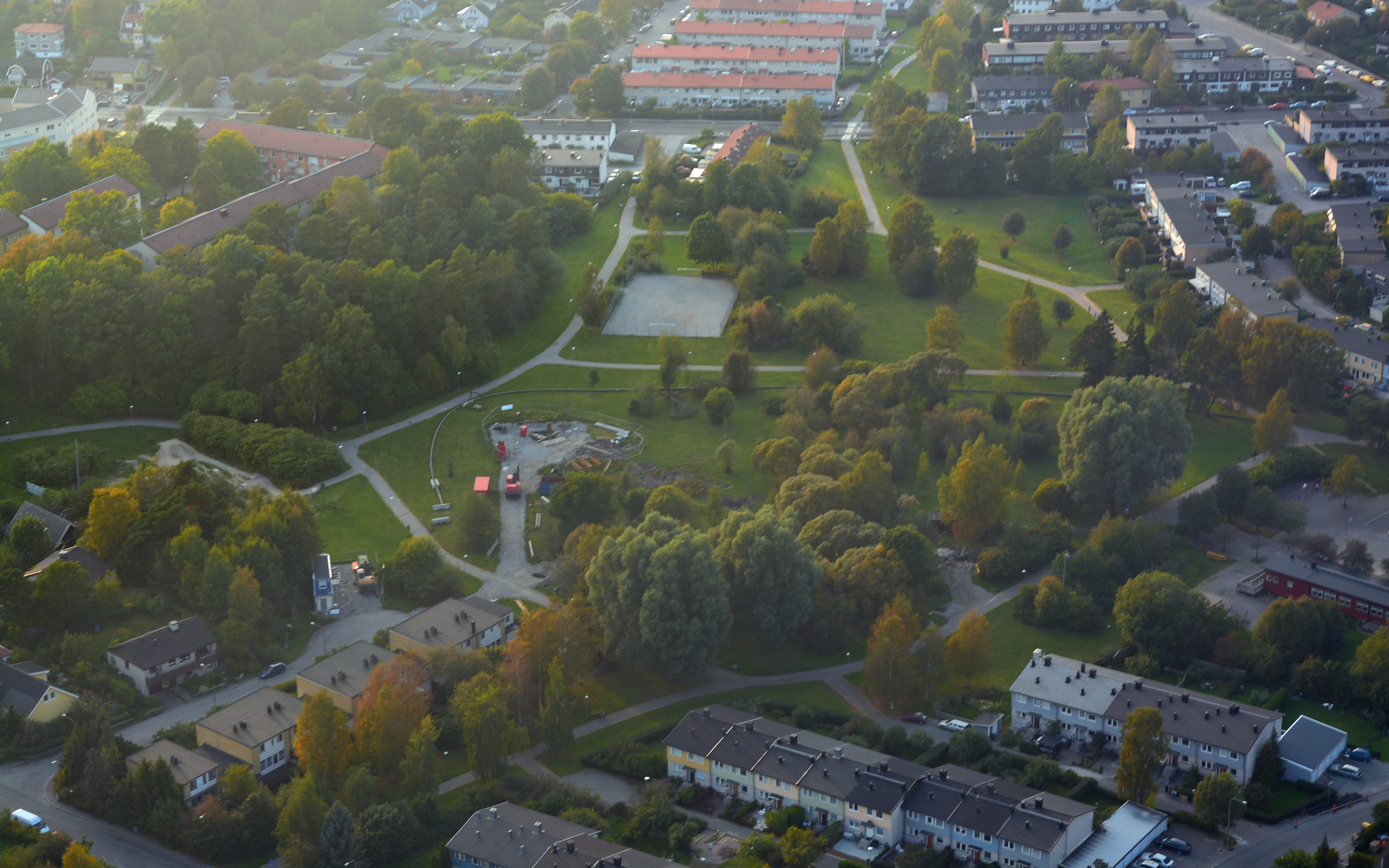
Nälsta från ovan, september 2014.

Nälsta är en av nio stadsdelar i Hässelby-Vällingby stadsdelsområde i Västerort inom Stockholms kommun.
Bebyggelsen är blandad, med villor, radhus och flerfamiljshus.

## Namnet Nälsta
År 1354 skrevs det Nærdharstaff. Namnet kommer av *Niærdharstaver och förledet är genitiv av gudomsnamnet Njärd. Det ursprungliga namnet har kommit att utvecklas till Nälsta.

## Historia

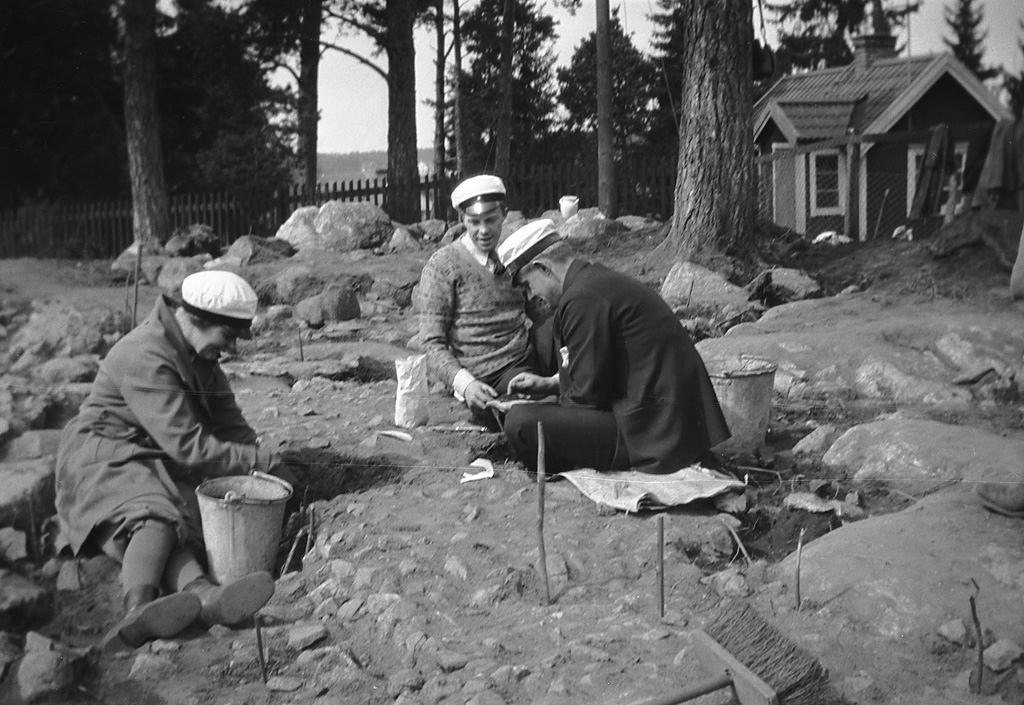
Utgrävningar i Nälsta 1930. Längst till vänster arkeologen Berit Wallenberg.

Inom området har man hittat många fornlämningar, flera har grävts ut och tagits bort i samband med att man exploaterat området. Vid Järneksvägen har man hittat lämningar efter en boplats från den yngre stenåldern. Ytterligare boplatser från bronsåldern, äldre och yngre järnåldern samt vikingatid har hittats.
Nälsta by är känd sedan 1300-talet. Här fanns tidigare tre gårdar på den plats där Nälsta gård idag ligger.
Området köptes av Stockholms stad 1931, och 1949 inkorporerades hela området tillsammans med resten av Spånga landskommun och uppgick i Stockholms kommun. Stadsdelen bildades 1953 i området som köpts in av Stockholms stad 1949 från Spånga.

## Nälsta idag
Områdets grundskola heter Nälstaskolan och är en så kallad F-6 skola med runt 700 elever. Nälstabadet är ett stort utomhusbassängbad som drivs av Stockholms stad.

## Kommunikationer
I södra delen av Nälsta är det förhållandevis nära till Vällingby, där det finns en tunnelbanestation. I norra delen av Nälsta är det ungefär lika långt till Vällingby som till Spånga station (pendeltåg).
SL:s busslinje 118 går rakt igenom Nälsta i nord-sydlig riktning på sin väg mellan Vällingby och Hallonbergen (via Spånga station). Busslinje 179 trafikerar en ytterst liten bit av Nälsta på väg mellan Vällingby och Sollentuna station.

## Demografi
År 2017 hade stadsdelen cirka 5 000 invånare, varav cirka 27,7 procent med utländsk bakgrund.

## Partisympatier
Vid allmänna val är Nälsta indelat i tre valdistrikt. Vid riksdagsvalet 2014 blev Moderaterna största parti i samtliga valkretsar. Tabellen nedan ger en noggrannare redovisning. Nedersta raden redovisar läget om hela Nälsta hade varit ett enda valdistrikt.
| Valdistrikt              | M    | C   | FP  | KD  | S    | V   | MP  | SD  | FI  | ÖVR | Antal röstberättigade | VDT  |
| Vällingby 10 Nälsta Ö    | 36,0 | 6,5 | 9,8 | 7,8 | 16,1 | 3,8 | 9,5 | 5,9 | 3,9 | 0,7 | 1 033                 | 87,0 |
| Vällingby 11 Nälsta V    | 37,7 | 5,1 | 9,7 | 6,0 | 17,3 | 4,0 | 8,4 | 7,2 | 3,5 | 1,1 | 1 289                 | 91,4 |
| Vällingby 18 Nälsta gård | 31,5 | 5,5 | 9,3 | 6,9 | 19,8 | 5,0 | 9,3 | 8,1 | 3,4 | 1,3 | 1 061                 | 81,4 |
| Hela Nälsta              | 35,4 | 5,6 | 9,6 | 6,8 | 17,7 | 4,2 | 9,0 | 7,0 | 3,6 | 1,0 | 3 383                 | 86,9 |